# ميناء كيبك

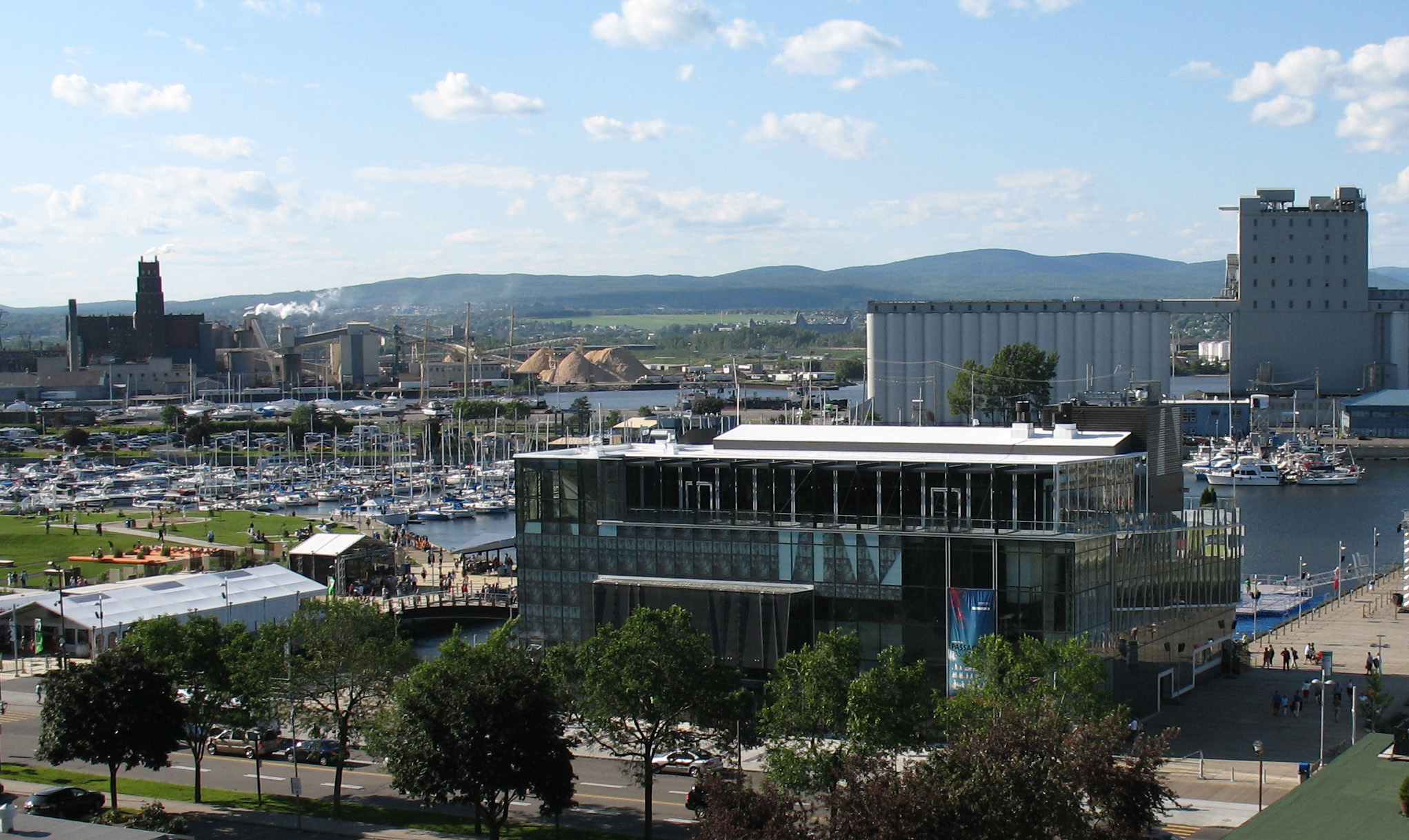
الميناء القديم بكيبك والمرينا

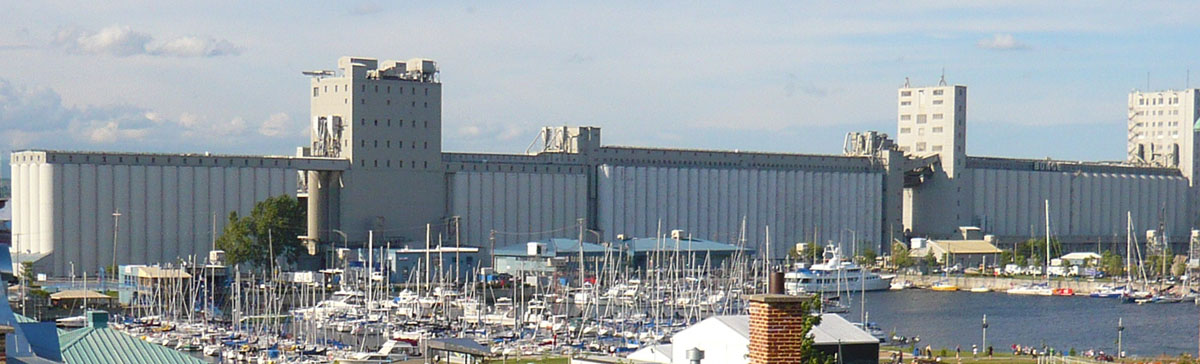
رصيف شركة بونج في حوض لويز

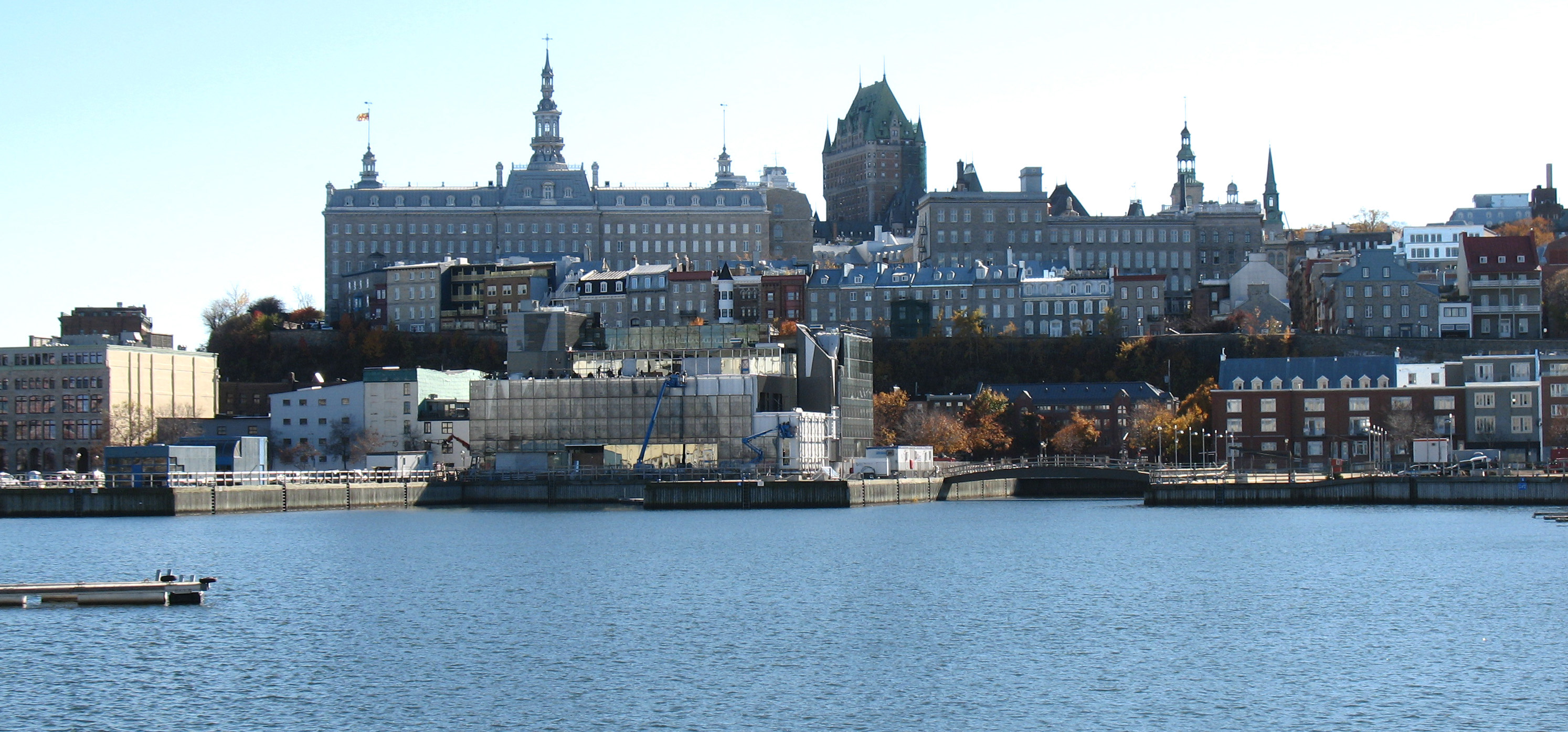
حوض لويز, كيبك القديمة الدنيا وكيبك القديمة العليا

ميناء كيبك هو أقدم ميناء بكندا. رغح انه الأقدم الا انه ثاني أكبر ميناء في مقاطعة كيبك بعد ميناء مونتريال.

## تقديم
في القرن 19 كان ميناء كيبك من أهم الموانئ في العالم حيث لعب دورا حساسا في تطوير البلاد والمدينة. في 1863 أكثر من 1600 قارب مرت بالميناء حاملة 25000 بحار. في هذا الوقت عرفت الصناعات البحرية تطورا هاما بكيبك.

### وصلات داخلية
- مدينة كيبك
- كيبك القديمة الدنيا

### وصلات خارجية
- ميناء كيبك